# Cake by the Ocean
〈Cake by the Ocean〉은 밴드 DNCE의 데뷔 싱글곡이다. 동시에 DNCE의 데뷔 EP Swaay 의 리드 싱글이다.
성교를 소재로 한 곡이다.  노래의 제목은 스웨덴 작곡팀이 칵테일 섹스 온 더 비치를 '케이크 바이 디 오션'으로 잘못 말한 데에서 아이디어를 얻었다. 그래서 칵테일 섹스 온 더 비치를 지칭하기도 한다.
블랙 커피와 모델 지지 하디드가 뮤직 비디오를 연출했다.